# Prozelo (Arcos de Valdevez)
Prozelo ist eine Gemeinde (Freguesia) im nordportugiesischen Kreis Arcos de Valdevez. In ihr leben 815 Einwohner (Stand 19. April 2021).